# Apocopis
Apocopis là một chi thực vật có hoa trong họ Hòa thảo (Poaceae).

## Loài
Chi Apocopis gồm các loài: